# Водица Силаска Св. Духа - Тројица у Самошу
Водица Силаска Св. Духа - Тројица у Самошу, насељеном месту на територији општине Ковачица, подигнута је 1930. године и представља непокретно културно добро као споменик културе.
Капела са бунаром у унутрашњем простору посвећена је Силаску Светог духа - Тројици. Водицу је подигао Емил Марков, становник Самоша. Као карактеристичан примерак народног градитељства на тлу Војводине, сачувана је у изворном облику, који и данас представља значајно културно место за мештане села.